# Emmanuel Korir
Emmanuel Kipkurui Korir (15 juni 1995) is een Keniaans atleet, die zich heeft toegelegd op de lange sprint en de middellange afstand. Hij nam eenmaal deel aan de Olympische Spelen en veroverde bij die gelegenheid een gouden medaille op de 800 m. Op de afstand veroverde hij in 2022 bovendien de wereldtitel.

## Biografie

### Schooltijd en studie in de VS
Korir groeide op in een dorp in de buurt van Iten. Hij zat op dezelfde school als tweevoudig olympisch kampioen en wereldrecordhouder op de 800 m David Rudisha. Dat zal hem mede hebben geïnspireerd om ook aan atletiek te gaan doen, ook al richtte hij zich in eerste instantie vooral op de 400 m. Paul Ereng, de olympische kampioen op de 800 m van 1988, adviseerde hem echter om, gezien zijn aanleg, over te stappen op de 800 m.
Na het einde van zijn schoolopleiding verhuisde Korir naar de Verenigde Staten, waar hij bewegingswetenschappen ging studeren aan de Universiteit van Texas in El Paso. Hij werd lid van het universiteitsteam, de UTEP Miners, en nam deel aan de universiteitswedstrijden in de VS.

### Snel op zowel 400, 600 als 800 m
In 2016 kwam Korir voor de eerste keer uit op de nationale kampioenschappen in eigen land, waar hij op de 800 m als achtste finishte. Daarvóór was hij vooral actief geweest op de 400 m. In 2017 liep hij tijdens een indoorwedstrijd een 600 m in 1.14,97, een wereldindoorrecord. Hij had er slechts een week plezier van, want daarna werd het door de Amerikaan Isaiah Harris alweer verbeterd tot 1.14,96. In 2021 (peildatum 5 september 2021) staat hij op deze afstand op de wereldranglijst aller tijden nog steeds op de vijfde plaats.
Vervolgens ontwikkelde Korir zich in rap tempo op zowel de 400 als de 800 m. Hij veroverde zowel in- als outdoor voor zijn universiteit de NCAA-titels op de 800 m en was hij in 2017 met PR’s van respectievelijk 44,53 en 1.43,10 de jongste atleet die de 400 m binnen de 45 seconden en de 800 m binnen de 1.45 had gelopen. Op de wereldkampioenschappen in Londen kon hij deze pas verworven status echter nog niet waarmaken. In 1.46,08, drie seconden boven zijn persoonlijk beste tijd, strandde hij op de 800 m in de halve finale.

### Winst en verlies
Begin 2018 vestigde Korir bij een indoorwedstrijd in New York op de 800 m een Afrikaans indoorrecord van 1.44,21, waarna hij in juni op de 400 m in 44,21 zijn eerste nationale titel veroverde. Intussen was hij in de Diamond League-serie op de 800 m goed bezig met verschillende overwinningen, waarvan vooral die in Londen, de Müller Anniversary Games, opviel. Hij won daar in 1.42,05. Sinds 2012 was er zo snel niet meer gelopen; het was de derde snelste wereldtijd ooit. Bij de Afrikaanse kampioenschappen in Nigeria veroverde hij vervolgens zilver op de 800 m en een gouden medaille op de 4 x 400 m estafette. De Diamond League-serie dat jaar sloot hij af met in totaal zes overwinningen op de 800 m, wat hem tevens de overall-overwinning op dit onderdeel opleverde.
In 2019 besloot Korir op de WK in Doha op zowel de 400 als de 800 m uit te komen. Dat leverde hem niet op wat hij ervan zal hebben verwacht. Op de 800 m kwam hij wederom, net als in 2017, niet verder dan de halve finale. Op de 400 m haalde hij de finale wel, maar met 44,94 als eindtijd was na alle eerdere inspanningen het beste er wel vanaf en eindigde hij als zesde.

### Olympisch goud en wereldkampioen
Tijdens de Olympische Spelen van Tokio in 2021 won Korir goud op de 800 m. Eerder werd hij vanwege een valse start gediskwalificeerd in de reeksen van de 400 meter. In 2022 liep Korir op de WK op de 800 m ook naar de eerste wereldtitel uit zijn loopbaan.

## Titels
- Olympisch kampioen 800 m - 2020
- Wereldkampioen 800 m - 2022
- Afrikaans kampioen 4 x 400 m - 2018
- Keniaans kampioen 400 m - 2018
- NCAA-kampioen 800 m - 2017
- NCAA-indoorkampioen 800 m - 2017

## Persoonlijke records
Outdoor
| Onderdeel | Prestatie | Datum            | Plaats  |
| --------- | --------- | ---------------- | ------- |
| 400 m     | 44,21     | 23 juni 2018     | Nairobi |
| 800 m     | 1.42,05   | 22 juli 2018     | Londen  |
| 1000 m    | 2.18,19   | 10 augustus 2022 | Monaco  |

Indoor
| Onderdeel | Prestatie       | Datum           | Plaats      |
| --------- | --------------- | --------------- | ----------- |
| 600 m     | 1.14,97         | 20 januari 2017 | Albuquerque |
| 800 m     | 1.44,21 (ex-AR) | 3 februari 2018 | New York    |

## Palmares

### 400 m
- 2018:  Keniaans kamp. - 44,21 s
- 2019: 6e WK - 44,94 s (in ½ fin. 44,37 s)
- 2021: DQ in serie OS
- 2022: DSQ in serie Gemenebestspelen

### 800 m
- 2017: 4e in ½ fin. WK - 1.46,08
- 2017:  Afrikaanse kamp. - 1.45,65
- 2019: 3e in ½ fin. WK - 1.45,19 (in serie 1.45,16)
- 2021:  OS - 1.45,06 (in ½ fin. 1.44,74 s)
- 2022:  WK - 1.43,71

Diamond League-overwinningen
- 2017: Herculis - 1.43,10
- 2018: Qatar Athletic Super Grand Prix - 1.45,21
- 2018: Prefontaine Classic - 1.45,16
- 2018: Müller Anniversary Games - 1.42,05
- 2018: Müller Grand Prix Birmingham - 1.42,79
- 2018: Memorial Van Damme - 1.44,72
- 2018:   Diamond League
- 2021: Weltklasse Zürich - 1.44,56
- 2021:   Diamond League - 22 p
- 2022: Weltklasse Zürich - 1.43,26

### 4 x 400 m
- 2018:  Afrikaanse kamp. - 3.00,92

1896: Teddy Flack ·
1900: Alfred Tysoe ·
1904: Jim Lightbody ·
1908: Mel Sheppard ·
1912: Ted Meredith ·
1920: Albert Hill ·
1924: Douglas Lowe ·
1928: Douglas Lowe ·
1932: Tommy Hampson ·
1936: John Woodruff ·
1948: Mal Whitfield ·
1952: Mal Whitfield ·
1956: Tom Courtney ·
1960: Peter Snell ·
1964: Peter Snell ·
1968: Ralph Doubell ·
1972: Dave Wottle ·
1976: Alberto Juantorena ·
1980: Steve Ovett ·
1984: Joaquim Cruz ·
1988: Paul Ereng ·
1992: William Tanui ·
1996: Vebjørn Rodal ·
2000: Nils Schumann ·
2004: Joeri Borzakovski ·
2008: Wilfred Bungei ·
2012: David Rudisha ·
2016: David Rudisha ·
2020: Emmanuel Korir ·
2024: Emmanuel Wanyonyi
1983 Willi Wülbeck ·
1987 Billy Konchellah ·
1991 Billy Konchellah ·
1993 Paul Ruto ·
1995 Wilson Kipketer ·
1997 Wilson Kipketer ·
1999 Wilson Kipketer ·
2001 André Bucher ·
2003 Djabir Saïd-Guerni ·
2005 Rashid Ramzi ·
2007 Alfred Kirwa Yego ·
2009 Mbulaeni Mulaudzi ·
2011 David Rudisha ·
2013 Mohammed Aman · 
2015 David Rudisha · 
2017 Pierre-Ambroise Bosse · 
2019 Donavan Brazier · 
2022 Emmanuel Korir · 
2023 Marco Arop